# NHL 1931./32.
NHL-sezona 1931./32. bila je petnaesta sezona NHL-a. Osam momčadi podijeljeno na dvije skupine odigralo je 48 utakmica. Pobjednik Stanleyeva kupa bila je momčad Toronto Maple Leafs, koja je u finalima pobijedila momčad New York Rangers s 3:0.
Tada prvi puta od 1918. u sezoni NHL-a igra manje momčadi nego u prijašnjoj. Philadelphia Quakers i Ottawa Senators nisu odigrali sezonu. Ottawa Senators je već iduće sezone ponovno prisustvovala NHL-u, dok Philadelphia Quakers nije bila uključena još 36 godina poslije.
Iako je doba označila recesija, vlasnik momčadi Maple Leafs, Conn Smythe, investirao je novac u izgradnju nove dvorane, zbog čega je bio opće ismijavan. Unatoč tomu, 12. studenog prvoj je utakmici protiv momčadi Boston Bruins u novoizgrađenoj dvorani prisustvovalo 13.233 gledatelja.
Momčad Boston Bruins zalagala se za izmjenu pravila nakon što je New York Americans u pobjedničkoj utakmici 61 put izbila pločicu u protivničku polovicu. NHL nije pristala na zahtjev, zbog čega su u sljedećoj međusobnoj utakmici Bruins čak 87 puta izbili pločicu. Tek 1937., NHL je uvela pravilo kako bi spriječila izbijanje pločice. To je ispucavanje pločice dobilo naziv icing.

## Regularna sezona

### Ljestvice
Kratice: P = Pobjede, Po. = Porazi, N = Neriješeno, G= Golovi, PG = Primljeni Golovi, B = Bodovi
| Kanadska divizija   | P  | Po. | N | G   | PG  | B  |
| ------------------- | -- | --- | - | --- | --- | -- |
| Montreal Canadiens  | 25 | 16  | 7 | 128 | 111 | 57 |
| Toronto Maple Leafs | 23 | 18  | 7 | 155 | 127 | 53 |
| Montreal Maroons    | 19 | 22  | 7 | 142 | 139 | 45 |
| New York Americans  | 16 | 24  | 8 | 95  | 142 | 40 |

| Američka divizija  | P  | Po. | N  | G   | PG  | B  |
| ------------------ | -- | --- | -- | --- | --- | -- |
| New York Rangers   | 23 | 17  | 8  | 134 | 112 | 54 |
| Chicago Blackhawks | 18 | 19  | 11 | 86  | 101 | 47 |
| Detroit Falcons    | 18 | 20  | 10 | 95  | 108 | 46 |
| Boston Bruins      | 15 | 21  | 12 | 122 | 117 | 42 |

### Najbolji strijelci
Kratice: Ut. = Utakmice, G = Golovi, A = Asistencije, B = Bodovi
| Igrač            | Momčad       | Ut. | G  | A  | B  |
| ---------------- | ------------ | --- | -- | -- | -- |
| Busher Jackson   | Toronto      | 45  | 28 | 25 | 53 |
| Joe Primeau      | Toronto      | 46  | 13 | 37 | 50 |
| Howie Morenz     | Montreal     | 48  | 24 | 25 | 49 |
| Charlie Conacher | Toronto      | 44  | 34 | 14 | 48 |
| Bill Cook        | NY Rangers   | 48  | 34 | 14 | 48 |
| Dave Trottier    | Mtl. Maroons | 48  | 26 | 18 | 44 |
| Hooley Smith     | Mtl. Maroons | 43  | 11 | 33 | 44 |
| Babe Siebert     | Mtl. Maroons | 48  | 21 | 18 | 39 |
| Dit Clapper      | Boston       | 48  | 17 | 22 | 39 |
| Aurel Joliat     | Montreal     | 48  | 15 | 24 | 39 |

## Doigravanje za Stanleyjev kup
Sve utakmice odigrane su 1932. godine.

### Prvi krug
| Montreal Canadiens vs. New York Rangers                                           | Montreal Canadiens vs. New York Rangers | Montreal Canadiens vs. New York Rangers | Montreal Canadiens vs. New York Rangers | Montreal Canadiens vs. New York Rangers | Montreal Canadiens vs. New York Rangers | Montreal Canadiens vs. New York Rangers |
| Datum                                                                             | Gostujuća momčad                        | Gostujuća momčad                        | Domaćin                                 | Domaćin                                 | Bilješke                                |                                         |
| --------------------------------------------------------------------------------- | --------------------------------------- | --------------------------------------- | --------------------------------------- | --------------------------------------- | --------------------------------------- | --------------------------------------- |
| 24. ožujka                                                                        | NY Rangers                              | 3                                       | 4                                       | Mtl. Canadiens                          |                                         |                                         |
| 26. ožujka                                                                        | NY Rangers                              | 4                                       | 3                                       | Mtl. Canadiens                          | 3OT°                                    |                                         |
| 27. ožujka                                                                        | Mtl. Canadiens                          | 0                                       | 1                                       | NY Rangers                              |                                         |                                         |
| 30. ožujka                                                                        | Mtl. Canadiens                          | 2                                       | 5                                       | NY Rangers                              |                                         |                                         |
| NY Rangersi pobjeđuju seriju s 3:1 i kvalificiraju se za finale Stanleyevog Cupa. |                                         |                                         |                                         |                                         |                                         |                                         |

| Chicago Blackhawks vs. Toronto Maple Leafs                            | Chicago Blackhawks vs. Toronto Maple Leafs | Chicago Blackhawks vs. Toronto Maple Leafs | Chicago Blackhawks vs. Toronto Maple Leafs | Chicago Blackhawks vs. Toronto Maple Leafs | Chicago Blackhawks vs. Toronto Maple Leafs |
| Datum                                                                 | Gostujuća momčad                           | Gostujuća momčad                           | Domaćin                                    | Domaćin                                    |                                            |
| --------------------------------------------------------------------- | ------------------------------------------ | ------------------------------------------ | ------------------------------------------ | ------------------------------------------ | ------------------------------------------ |
| 27. ožujka                                                            | Toronto                                    | 0                                          | 1                                          | Chicago                                    |                                            |
| 29. ožujka                                                            | Chicago                                    | 1                                          | 6                                          | Toronto                                    |                                            |
| Toronto pobjeđuju seriju s 6:2 golova i kvalificira se za drugi krug. |                                            |                                            |                                            |                                            |                                            |

| Detroit Red Wings vs. Montreal Maroons                                      | Detroit Red Wings vs. Montreal Maroons | Detroit Red Wings vs. Montreal Maroons | Detroit Red Wings vs. Montreal Maroons | Detroit Red Wings vs. Montreal Maroons | Detroit Red Wings vs. Montreal Maroons |
| Datum                                                                       | Gostujuća momčad                       | Gostujuća momčad                       | Domaćin                                | Domaćin                                |                                        |
| --------------------------------------------------------------------------- | -------------------------------------- | -------------------------------------- | -------------------------------------- | -------------------------------------- | -------------------------------------- |
| 27. ožujka                                                                  | Mtl. Maroons                           | 1                                      | 1                                      | Detroit                                |                                        |
| 29. ožujka                                                                  | Detroit                                | 0                                      | 2                                      | Mtl. Maroons                           |                                        |
| Mtl. Maroonse pobjeđuju seriju s 3:1 gola i kvalificiraju se za drugi krug. |                                        |                                        |                                        |                                        |                                        |

### Drugi krug
| Montreal Maroons vs. Toronto Maple Leafs                                           | Montreal Maroons vs. Toronto Maple Leafs | Montreal Maroons vs. Toronto Maple Leafs | Montreal Maroons vs. Toronto Maple Leafs | Montreal Maroons vs. Toronto Maple Leafs | Montreal Maroons vs. Toronto Maple Leafs | Montreal Maroons vs. Toronto Maple Leafs |
| Datum                                                                              | Gostujuća momčad                         | Gostujuća momčad                         | Domaćin                                  | Domaćin                                  | Bilješke                                 |                                          |
| ---------------------------------------------------------------------------------- | ---------------------------------------- | ---------------------------------------- | ---------------------------------------- | ---------------------------------------- | ---------------------------------------- | ---------------------------------------- |
| 30. ožujka                                                                         | Toronto                                  | 1                                        | 1                                        | Mtl. Maroons                             |                                          |                                          |
| 2. travnja                                                                         | Mtl. Maroons                             | 2                                        | 3                                        | Toronto                                  | OT°                                      |                                          |
| Toronto pobjeđuju seriju s 4:3 golova i kvalificira se za finale Stanleyevog Cupa. |                                          |                                          |                                          |                                          |                                          |                                          |

°OT = Produžeci

### Finale Stanleyevog Cupa
| New York Rangers vs. Toronto Maple Leafs                  | New York Rangers vs. Toronto Maple Leafs | New York Rangers vs. Toronto Maple Leafs | New York Rangers vs. Toronto Maple Leafs | New York Rangers vs. Toronto Maple Leafs | New York Rangers vs. Toronto Maple Leafs |
| Datum                                                     | Gostujuća momčad                         | Gostujuća momčad                         | Domaćin                                  | Domaćin                                  |                                          |
| --------------------------------------------------------- | ---------------------------------------- | ---------------------------------------- | ---------------------------------------- | ---------------------------------------- | ---------------------------------------- |
| 5. travnja                                                | Toronto                                  | 6                                        | 4                                        | NY Rangers                               |                                          |
| 7. travnja                                                | NY Rangers                               | 2                                        | 6                                        | Toronto                                  |                                          |
| 9. travnja                                                | NY Rangers                               | 4                                        | 6                                        | Toronto                                  |                                          |
| Toronto pobjeđuje seriju s 3:0 i osvajaju Stanleyjev kup. |                                          |                                          |                                          |                                          |                                          |

### Najbolji strijelac doigravanja
Kratice: Ut. = Utakmice, G = Golovi, A = Asistenciije, B = Bodovi
| Igrač         | Momčad     | Ut. | G | A | B |
| ------------- | ---------- | --- | - | - | - |
| Frank Boucher | NY Rangers | 7   | 3 | 6 | 9 |

## Nagrade NHL-a
| Hart Memorial Trophy:      | Howie Morenz, Montreal Canadiens     |
| Lady Byng Memorial Trophy: | Joe Primeau, Toronto Maple Leafs     |
| Vezina Trophy:             | Charlie Gardiner, Chicago Blackhawks |
| O'Brien Trophy:            | Montreal Canadiens                   |
| Prince of Wales Trophy:    | New York Rangers                     |

### All-Stars momčad
| Prva momčad                         | Pozicija        | Druga momčad                          |
| ----------------------------------- | --------------- | ------------------------------------- |
| Chuck Gardiner, Chicago Black Hawks | vratar          | Roy Worters, New York Americans       |
| Eddie Shore, Boston Bruins          | obrambeni igrač | Sylvio Mantha, Montreal Canadiens     |
| Ching Johnson, New York Rangers     | obrambeni igrač | King Clancy, Toronto Maple Leafs      |
| Howie Morenz, Montreal Canadiens    | centar          | Hooley Smith, Montreal Maroons        |
| Bill Cook, New York Rangers         | desni napadač   | Charlie Conacher, Toronto Maple Leafs |
| Aurel Joliat, Montreal Canadiens    | lijevi napadač  | Bun Cook, New York Rangers            |
| Lester Patrick, New York Rangers    | trener          | Dick Irvin, Toronto Maple Leafs       |

## Vanjske poveznice
- Hacx.de: Sve ljestvice NHL-a  Arhivirana inačica izvorne stranice od 24. siječnja 2008. (Wayback Machine)